# سلیم حسین
سلیم حسین (انگلیسی: Salim Hussein؛ زادهٔ ۱۷ دسامبر ۱۹۶۹) بازیکن فوتبال بود.
وی همچنین در تیم ملی فوتبال عراق بازی کرده‌است.